# Старокурзя
Старокурзя́ (рос. Старокурзя, башк. Иҫке Көрйә) — присілок у складі Бураєвського району Башкортостану, Росія. Входить до складу Тангатаровської сільської ради.
Населення — 147 осіб (2010; 218 у 2002).
Національний склад:
- башкири — 96 %